# シモン・パティーニョ
シモン・パティーニョ（Simón Iturri Patiño、1862年6月1日 - 1947年4月20日）は、ボリビアの実業家。生前には世界三大富豪の一人とされ、1925年の時点で、推定で約5億ドル（現在の価値にして6兆2560億円）の資産があったとされる。錫で富を築いたことから「錫男爵」と呼ばれた。
コチャバンバで貧しいメスティソの職人の子として生まれ、中等教育を受けた後、ボリビア各地の鉱山で働き鉱山業を学ぶ。1894年にオルロのワヌニ鉱山でスズの鉱脈を当て1924年までに国内生産の5割を保有し、ヨーロッパにおけるスズ精錬業も支配する財閥を築き上げた。
またその富を守るため同じく形成されたカルロス・ビクトル・アラマヨのアラマヨ財閥とマウリシオ・ホッホチルドのホッホチルド財閥という二つの鉱山業の新興財閥とともに自由党に肩入れして銀鉱山主に支援された保守党に対抗している。しかし、メスティソだったため本国の白人の上流階級には受け入れてもらえなかった。そのためアメリカ、ヨーロッパに渡り外交官のような役割を果たすようになり、1924年に一時帰国したとき以外、後半生は外国で生活した。そこでは、博物館などに気前よく寄付したり富豪たちとの交際に莫大な金額を費やして評判になった。しかし、本国には、社会貢献活動などは一切せず、鉱山の従業員を最低賃金で容赦なく働かした。1947年にブエノスアイレスで死去。死後もパティーニョ財閥は、3大鉱業財閥と一つとして1952年のボリビア革命まで錫鉱業を支配した。

## エピソード
- 娘二人は、フランスとスペインの貴族へと結婚させたが持参金としてそれぞれ774億円を持参金として持たせた。息子は、スペイン王室から妻を貰ったが離婚した。